# 納布姆斯普雷特
納布姆斯普雷特是南非的城鎮，位於該國東北部，由林波波省負責管轄，距離莫迪默勒42公里，面積7.07平方公里，2001年人口11,311，人口密度每平方公里1,600人。